# Municipio de Monroe (condado de Adams, Ohio)
El municipio de Monroe (en inglés: Monroe Township) es un municipio ubicado en el condado de Adams en el estado estadounidense de Ohio. En el año 2010 tenía una población de 686 habitantes y una densidad poblacional de 9,43 personas por km².

## Geografía
El municipio de Monroe se encuentra ubicado en las coordenadas 38°43′0″N 83°30′57″O / 38.71667, -83.51583. Según la Oficina del Censo de los Estados Unidos, el municipio tiene una superficie total de 72.75 km², de la cual 70,45 km² corresponden a tierra firme y (3,15 %) 2,29 km² es agua.

## Demografía
Según el censo de 2010, había 686 personas residiendo en el municipio de Monroe. La densidad de población era de 9,43 hab./km². De los 686 habitantes, el municipio de Monroe estaba compuesto por el 96,36 % blancos, el 0,15 % eran afroamericanos, el 0,15 % eran amerindios, el 0,15 % eran asiáticos, el 0,29 % eran de otras razas y el 2,92 % eran de una mezcla de razas. Del total de la población el 1,6 % eran hispanos o latinos de cualquier raza.